# شون وايتهيد
شون وايتهيد (7 مارس 1997 - ) (بالإنجليزية: Sean Whitehead)‏ هو لاعب كريكت جنوب أفريقي.

## وصلات خارجية
- شون وايتهيد على موقع إي آس بي آن كريك إنفو (الإنجليزية)